# Securitate la incendii

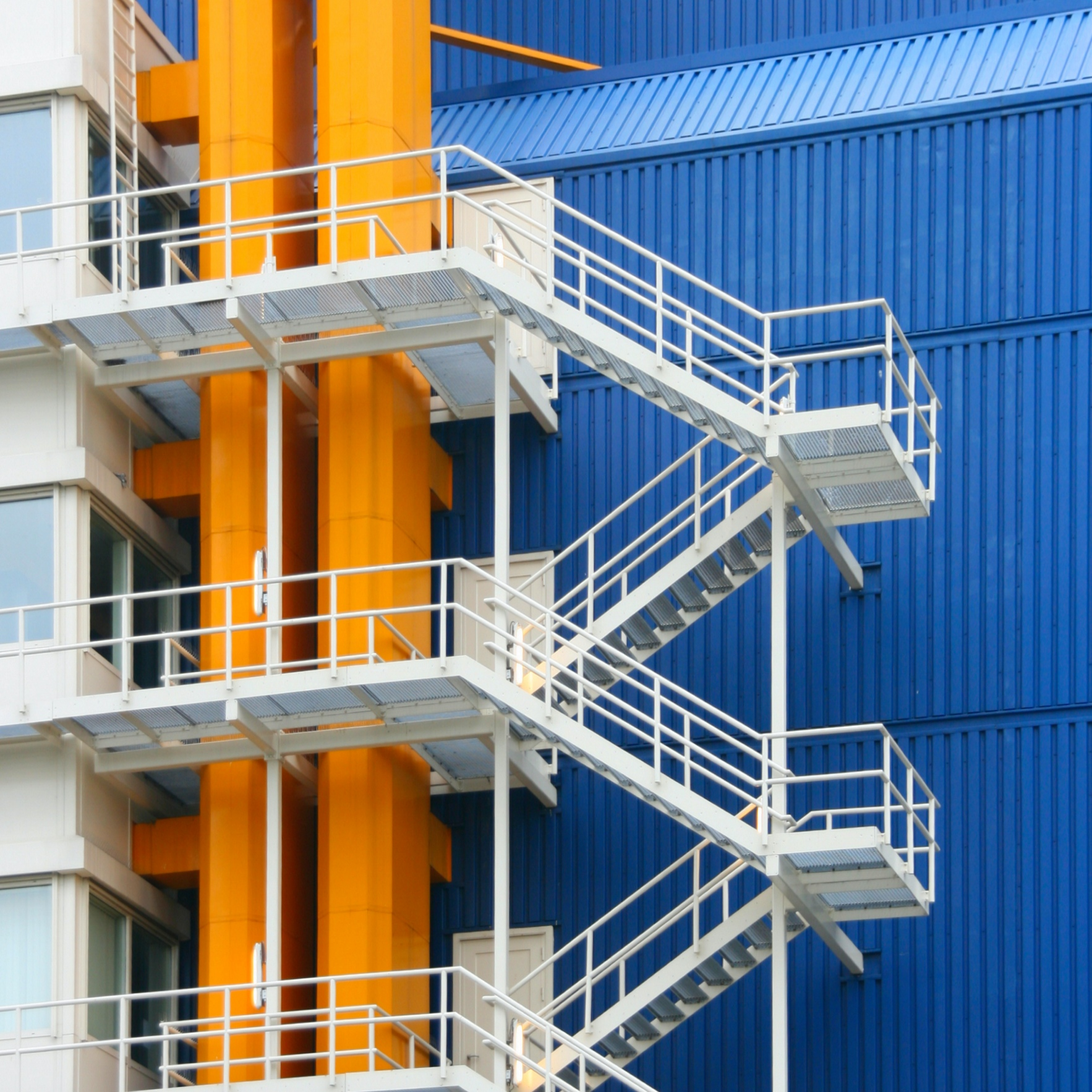
Scări exterioare de evacuare împotriva incendiilor într-o clădire publică din Olanda

Securitate la incendii este ansamblul de soluții propuse de proiectant, menite să reducă distrugerea cauzată de incendiu. Măsurile de prevenire a unui incendiu, includ acele reguli și soluții ca la apariția unui incendiu necontrolat acesta să poată fi limitat și acesta să se manifeste cât mai puțin.
Măsurile de prevenire a unui incendiu includ acelea care sunt realizate pe timpul construcției unei clădiri, sau implementate în structuri, care sunt finalizate și cele care sunt predate sau furnizate ocupanților clădirii.
Cei care fac control  pe linie de prevenirea incendiilor în clădiri privind respectarea prevederilor legale în domeniu și merg în școli pentru a educa copiii cu privire la o serie de informații cum să se protejeze împotriva focului sau ce au de făcut în astfel de situații sunt membri ai Departamentului de Pompieri, cunoscuți ca ofițeri de prevenire a incendiilor. Șeful de prevenire din cadrul Inspecției de Prevenire a Incendiilor instruiește noi angajați din cadrul unității pentru ca aceștia să poate face inspecții, să facă instructaje sau prezentări când aceștia merg în control. 

## Elemente privind legislația de securitate la incendiu

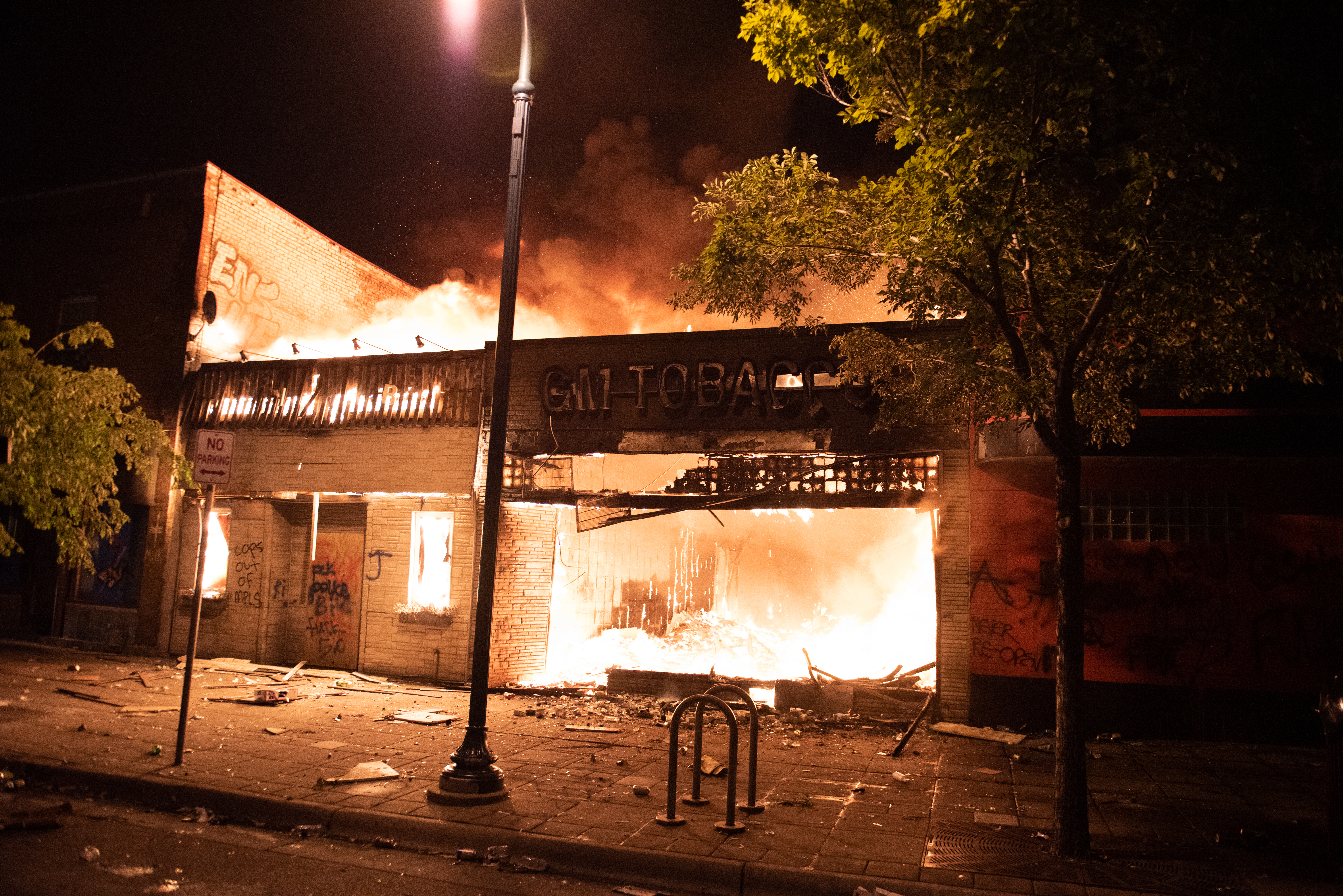
Distrugerea proprietății cauzată de incendiu

Legislația de siguranță la incendiu se aplică la construcția unei clădiri pe toată durata de viață a acesteia.
Legislația în domeniu este adoptată de către fiecare guvern din fiecare țară la nivel național sau local, pentru a asigura condiții de evacuare și semnalizare din încăpere a personalului pe ieșiri de incendiu adecvate, detalii de construcție cum ar fi realizarea ușilor, ferestrelor și pereți rezistente la foc acolo unde se impune.
Siguranța la incendiu este realizarea  cablurilor și conductorilor electrici pentru a preveni supraîncălzirea acestora, sau a echipamentelor și pentru a proteja împotriva aprinderii cauzate de defecțiuni electrice. 
Autoritățile locale au obligații privind efectuarea de controale periodice și respectarea legislației privind prevenirea incendiilor, verificarea dacă sunt asigurate căi de evacuare libere și acestea sunt semnalizate corect și funcționează pentru a se putea ieși în siguranță personalul din clădire, stingătoare de incendiu sunt verificate sunt în locuri accesibile  și se face corect manipularea substanțelor inflamabile.

## Definiții
Aviz de securitate la incendiu este actul emis, în baza legii, de inspectoratul pentru situații de urgență județean sau al municipiului București, după verificarea de conformitate cu prevederile reglementărilor tehnice în vigoare a măsurilor de apărare împotriva incendiilor, adoptate în documentațiile tehnice de proiectare, pentru îndeplinirea cerinței esențiale de securitate la incendiu a construcțiilor, instalațiilor și altor amenajări.
Autorizație de securitate la incendiu este actul administrativ emis, în baza legii, de inspectoratul pentru situații de urgență județean sau al municipiului București, prin care se certifică, în urma verificărilor în teren și a documentelor privind realizarea măsurilor de apărare împotriva incendiilor, îndeplinirea cerinței esențiale securitate la incendiu la construcții, instalații tehnologice și alte amenajări.
Scenariu de securitate la incendiu este documentul care descrie calitativ evoluția unui incendiu în timp, identificând evenimentele-cheie care îl caracterizează și îl diferențiază de alte incendii posibile într-o incintă.
Scenariul de securitate la incendiu este necesar pentru obținerea avizului de securitate la incendiu, în faza de proiectare și a autorizației de securitate la incendiu, în faza de utilizare, post-execuție.
Scenariu securitate la incendiu se elaborează de către specialiști. Prin acest lucru se înțelege fie orice membru al echipei de proiectare, sau arhitect, inginer proiectant, inginer structurist sau de instalații, fie de către întreaga echipă de proiectare fiecare pe propria specializare. Scenariu de securitate la incendiu poate să fie elaborat și de către personalul pompierii profesioniști care a obținut acest atribut prin conferirea de brevet pompier specialist.
Scenariu de securitate incendiu cuprinde informații generale dar și de detaliu cu privire la construcție, instalațiile care deservesc construcția, destinația clădirii și cum influențează acest lucru securitatea la incendiu, amplasamentul acesteia, riscurile existente, etc.

## Securitate la incendiu în România
În România „securitate la incendiu" reprezintă a doua cerință fundamentală privind executarea unei construcții de calitate.
"Securitatea la incendiu" are ca scop reducerea riscului de incendiu prin:
1. asigurarea măsurilor de  prevenire a incendiilor în fazele de proiectare și executare a construcțiilor, instalațiilor și amenajărilor și menținerea lor la parametrii proiectați în exploatarea acestora, în conformitate cu reglementărilor specifice;
2. echiparea și dotarea construcțiilor, instalațiilor și amenajărilor cu mijloace tehnice de apărare împotriva incendiilor, în conformitate cu reglementările specifice;
3. organizarea activității de apărare împotriva incendiilor;
4. asigurarea intervenției pompierilor în cazul producerii unor incendii la construcții, instalații și amenajări, precum și a altor forțe de salvare a persoanelor și bunurilor[5]

Începerea lucrărilor de execuție la construcții și amenajări noi ori de modificare și/sau schimbare a destinației celor existente se face numai după obținerea avizului de securitate la incendiu potrivit legii.
Punerea în funcțiune a construcțiilor și amenajărilor noi și a celor existente la care s-au executat lucrări de modificare și/sau schimbare a destinației se face numai după obținerea autorizației de securitate la incendiu potrivit legii.
La recepția la terminarea lucrărilor de construcții aferente clădirilor civile cu săli aglomerate, înalte, foarte înalte, de producție și/sau depozitare cu suprafețe desfășurate de peste 5.000 mp și risc mare sau foarte mare de incendiu, centrelor comerciale cu suprafața desfășurată de peste 2.500 mp, parcajelor cu mai mult de 100 de locuri de parcare pentru autoturisme, clădirilor de turism având capacitatea mai mare de 10 camere sau 50 de paturi, spitalelor, căminelor pentru copii cu suprafața desfășurată mai mare sau egală cu 175 mp și azilurilor de bătrâni sau altor clădiri destinate persoanelor ce nu se pot evacua singure cu mai mult de 50 de locuri, investitorii sunt obligați să solicite în scris și să includă în comisia de recepție, în calitate de membru, o persoană desemnată de inspecțiile de prevenire din cadrul inspectoratelor.

### Semne standard de securitate la incendiu
Standardul internațional ISO 7010 definește pictogramele de siguranță, semnele de siguranță, pericolele, obligațiile, interdicțiile, situațiile de urgență și stingerea incendiilor.

Semn combinat cu un stingător care indică „un stingător de incendiu este situat în dreapta”.
Semn indicator  pentru hidrant de incendiu interior
Semn ieșire de urgență
Loc de adunare a personalului în situații de urgență
Semn de interzicere P003: Interzis foc și fumatul.

## Cauze  posibile de incendiu[6]
Cauzele posibile de incendiu pot fi:
- aparate electrice sub tensiune;
- instalații electrice defecte;
- echipamente electrice improvizate;
- sisteme de încălzire defecte;
- mijloace de încălzire improvizate sau nesupravegheate;
- coșuri, burlane de fum defecte sau necurățate;
- cenușă, jar sau scântei de la sisteme de încălzire;
- jocul copiilor cu focul;
- fumatul;
- focul deschis;
- incendii la bucătărie de la gătitul nesupravegheat, incendii de la grăsime
- aparate de gătit - aragaz, cuptoare;
- materiale combustibile lângă echipamente care generează căldură, flacără sau scântei;
- lumânări și alte flăcări deschise, etc.

## Planul de evacuare a persoanelor
- Planurile de evacuare a persoanelor în caz de incendiu cuprind elemente ale construcției din interiorul acesteia și de pe nivel.
- Planurile de evacuare se afișează pe fiecare nivel, pe căile de acces și în locurile vizibile, astfel încât persoanele să știe cum să se evacueze din clădire.
- Pe planul de evacuare este marcat cu culoare verde traseele de evacuare prin uși, coridoare și case de scări sau scări exterioare.
- Pe planurile de evacuare sunt indicate mijloace tehnice de intervenție: stingătoare, butoane și alte sisteme de alarmare și alertare a incendiilor, hidranți de incendiu interiori, etc.

Planurile de apărare împotriva incendiilor  oferă informații atât utilizatorilor, cât și pompierilor respectiv căile de evacuare, traseele, existența și localizarea unor stingătoare, butoane de acțiune în caz de incendiu, telefoane de urgență, etc.

## Companiile de asigurări
Incendiul este una dintre cele mai mari amenințări la adresa proprietății, cu pierderi de până la miliarde de dolari în daune în fiecare an. Numai în 2019, valoarea totală a pagubelor materiale cauzate de incendiu a fost de 14,8 miliarde de dolari în Statele Unite. Companiile de asigurări din Statele Unite nu sunt responsabile doar pentru acoperirea financiară a pierderilor de incendiu, ci sunt și responsabile pentru gestionarea riscurilor asociate cu acestea. Majoritatea companiilor de asigurări comerciale angajează un specialist în controlul riscurilor a cărui sarcină principală este să verifice proprietatea pentru a asigura conformitatea cu standardele NFPA, să evalueze nivelul actual de risc al proprietății și să facă recomandări pentru a reduce probabilitatea pierderii prin incendiu. Carierele în managementul riscului de proprietate continuă să crească și s-a estimat că va crește cu 4 până la 8% din 2018 până în 2028 în Statele Unite.